# Schilbe durinii
Schilbe durinii är en fiskart som först beskrevs av Gianferrari 1932.  Schilbe durinii ingår i släktet Schilbe och familjen Schilbeidae. Inga underarter finns listade i Catalogue of Life.